# Moritz Mayer-Mahr
Moritz Mayer-Mahr   (Mannheim, 17 de gener de 1869 - Göteborg, 30 de juliol de 1947) va ser un pianista i educador musical alemany.

## Biografia
Nascut a Mannheim, Mayer-Mahr era el més petit dels cinc fills del comerciant Michael Mayer-Mahr i la seva esposa Clara. Ja com a alumne va rebre classes de piano. De 1886 a 1890, va estudiar composició musical amb Woldemar Bargiel i piano amb Ernst Rudorff a l' Acadèmia d'Arts de Berlín.
Mayer-Mahr va realitzar gires de concerts i va actuar com a solista, en un duo amb Willie Burmester i en un trio amb el violoncel·lista Heinrich Grünfeld i el violinista Bernhard Dessau, que va ser succeït per Alfred Wittenberg després de la seva mort el 1923. Admirava Ferruccio Busoni, que coneixia personalment. Entre 1910 i 1930 va enregistrar una sèrie de peces de Franz Liszt, Frédéric Chopin i altres. Els seus darrers enregistraments, però, van ser vistos escèpticament.
Des del 1892, Mayer-Mahr va ensenyar al Conservatori Klindworth-Scharwenka de Berlín. Entre els seus estudiants hi havia en particular Manfred Gurlitt, Georg Bertram, Jascha Spivakovsky, Henry Jolles, Lotar Olias, Erwin Bodky i Róża Etkin-Moszkowska. Als seus llibre sobre l'ensenyament del piano Der musikalische Klavierunterricht (Les lliçons de piano musical) i Die Technik des Klavierspiels, von den ersten Anfangen bis zur Meisterschaft (La tècnica de tocar el piano, des dels inicis fins al domini), estava preocupat per les tècniques pianístiques i també per la forma i l'estil. Va editar l'obra completa a piano de Johannes Brahms, Mendelssohn i Schumann així com els estudis de Carl Czerny i St. Heller.
Des del 1907, Mayer-Mahr va ser un dels jutges del concurs Ibach per a joves artistes del Conservatori Stern. Va fundar la Fundació Mayer-Mahr per donar suport als seus estudiants, a la qual va contribuir amb la considerable donació que va rebre al seu 60è aniversari.
Després de la presa del poder per Hitler el 1933, Mayer-Mahr va perdre el seu escó al senat de l'Acadèmia de les Arts de Berlín a causa dels seus orígens jueus. El 1935 fou expulsat del Reichsmusikkammer. El 1936 se li va prohibir d'executar qualsevol feina remunerada en el camp de la música. Tot i això, encara se li va permetre ensenyar estrangers i membres del Jüdischer Kulturbund («associació cultural jueva»). El 1937 va deixar el Conservatori Klindworth-Scharwenka. El 1937 va aparèixer en un acte del Kulturbund Deutscher Juden amb el violoncel·lista Leo Rostal de l'orquestra local i el concertista Ignatz Waghalter i de nou el 1938 per la Jüdische Winterhilfe. El 1938 va ensenyar gratuïtament l'alumna del conservatori espanyol Ursula Reig, cosa que li va portar una demanda dels músics locals per violació de la prohibició professional. El procediment va comportar inicialment multes, però finalment es van retirar.
El 1940, Mayer-Mahr va obtenir el permís de sortida per a ell i per a la seva segona esposa Paula Sternberg. Primer van anar a Noruega, van viure breument a Vestre Aker als afores d'Oslo i van fugir de la Noruega ocupada pels alemanys cap a Suècia, on va tornar a ensenyar. El seu fill Robert no va aconseguir escapar, va ser deportat del camp d'internament francès de Drancy al Camp de concentració d'Auschwitz el 1942 i queda desaparegut des de llavors.
A Suècia es van publicar el Kåserier kring pianot de Mayer-Mahr el 1943 i el 1947 Ernste und heitere Erlebnisse rund um das Klavier.
Mayer-Mahr va morir a Göteborg a l'edat de 78 anys.